# لوزا آبرا
لوزا آبرا (انگلیسی: Loza Abera؛ زادهٔ ۲ اکتبر ۱۹۹۷) بازیکن فوتبال اهل اتیوپی است.
وی همچنین برندهٔ جوایزی همچون ۱۰۰ زن بی‌بی‌سی شده‌است.
وی همچنین در تیم‌های ملی فوتبال Ethiopia women's national football team بازی کرده‌است.